# Franz von Chemnitz
Franz von Chemnitz, auch Fransiscus Chemnitius (* 4. September 1656 als Franz Chemnitz; † 4. März 1715 in Wismar), war ein deutscher Jurist und Richter am Wismarer Tribunal.

## Leben
Der Sohn des Mediziners Franciscus Chemnitz (1609–1656) und der Clara Euphrosyne von Neumark wurde nach dem Tod seines Vaters geboren. Er war Referendar und Kammersekretär bei der Regierung Schwedisch-Pommerns bevor er eine Referendarstelle am Hofgericht Greifswald erhielt. Später wurde er außerordentlicher und 1694 ordentlicher Assessor am Hofgericht. Im selben Jahr erhielt er den Titel Hofgerichtsrat. 1697 wurde er Assessor am Wismarer Tribunal.
1694 heiratete er in Stettin Regina Zander, Tochter eines Arztes, die 14 Tage nach der Hochzeit starb. Seine zweite Ehe schloss er 1695 mit Katharina Gertrud Klinckowström, Tochter des Stralsunder Stadtkommandanten Johann Klinckowström. Ihr Sohn Franz Johann von Chemnitz (* 1708) wurde Hauptmann in polnischen Diensten.